# زاغی مغربی

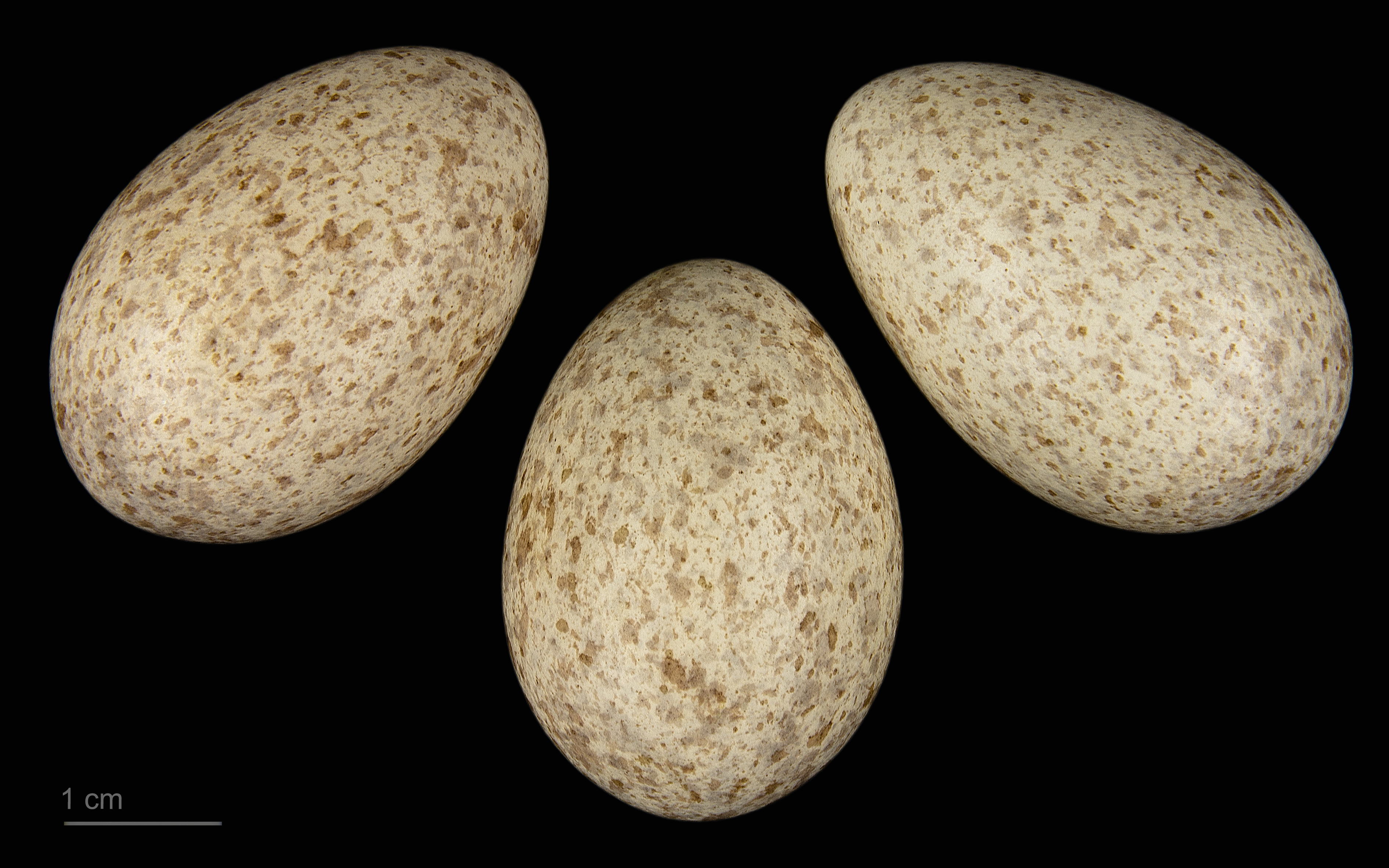
Pica pica mauritanica - (MHNT)

زاغی مغربی (نام علمی: Pica mauritanica)، یک گونه زاغی است که در شمال آفریقا از شرق مراکش تا تونس یافت می‌شود. می‌توان آن را از زاغی اوراسیایی با لکه‌ای از پوست آبی پشت چشم، شکم سفید باریک‌تر، بال‌های کوتاه‌تر و دم بلندتر شناسایی کرد.